# 明日世界 (电影)
《明日世界》（英語：Tomorrowland）為布拉德·伯德执导的美国科幻悬疑冒险片，由伯德和戴蒙·林道夫联合编剧并监制。喬治·克隆尼、布麗特妮·羅伯森、曉·萊利、拉菲·卡西迪、凱薩琳·哈恩、提姆·麥克羅以及基根-麥可·奇主演。其片名乃来自于迪士尼乐园的主题公园明日世界。。
本片於2015年5月22日以2D版、3D版和IMAX在美国上映。電影的整體評價褒貶不一，視覺特效為多數影評人稱讚，但是劇情設計則被多數影評人批評存在漏洞。失利的商業表現也導致本片成為票房炸彈。

## 剧情
十九世紀末，愛迪生、巴黎鐵塔設計師艾菲爾、交流電之父特斯拉、科幻小說之父凡爾納和其他頂尖的科學家、藝術家們組成了一個祕密團體，共同打造一個理想計畫—「明日世界」，傳言中，華特迪士尼也是創辦人之一，在他的遺物中有一個黑盒子，裝著神祕的機關。可是這個計劃卻出了意外，「明日世界」也從此消失。
法蘭克年輕時曾是「明日世界」中的一員，但意外遭驅逐之後被迫過著半隱居的生活，直到聰明的少女凱西找上門，凱西對科學和生命都充滿熱情，在雅典娜的引導下找上法蘭克，她們需要法蘭克的協助，找到隱藏在神秘時空裡的「明日世界」，以改變人類的命運。

## 角色
- 喬治·克隆尼[8]、湯瑪士·羅賓森（英语：Thomas Robinson (actor)）（年輕時）[9][10]- 飾演法蘭克·沃克，天才科學家，年輕時曾是明日世界的成員，天眼塔的建立者之一。25年前遭流放後便過著隱居生活，但是仍然持續關注明日世界的狀態。
- 布麗特妮·羅伯森 - 飾演凱西·紐頓，被雅典娜選中的追夢者，受父親的影響，擁有豐富的科學知識。[11][12]
- 拉菲·卡西迪（英语：Raffey Cassidy） - 飾演雅典娜，仿真機器人，外觀上跟真人完全沒有差別。明日世界的招募者，負責挑選進入明日世界的追夢者，是將法蘭克送進明日世界的引路人。雅典娜遭流放後本來將被淘汰銷毀，後自行脫逃到地球，25年來一直持續不斷的尋找新的追夢者與回歸明日世界的辦法。[13]
- 曉·萊利 - 飾演大衛·尼克，明日世界的掌控者。[14]
- 提姆·麥克羅 - 飾演凱西的父親，NASA工程師，因為太空計畫停止而面臨失業。[15]
- 凱薩琳·哈恩 - 飾演烏蘇拉·葛貝，仿真機器人，負責明日世界在地球的一個據點。
- 基根-麥可·奇 - 飾演雨果·葛貝，仿真機器人，負責明日世界在地球的一個據點。
- 茱蒂·葛瑞兒 - 飾演凱西的母親。[16]

## 制作
2013年8月19日在不列顛哥伦比亚(BC)的Enderby开拍，其他取景地包括温哥华和素里，以及位于佛罗里达州和加州的迪士尼乐园，2014年1月15日杀青。

## 反响

### 评价
烂番茄新鲜度50%，Metacritic上45家媒体综评60分，IMDB上得6.5分，获得混合口碑。一般认为本片视觉效果精彩，剧情有缺陷。
1905电影网影评：“《明日世界》在剧情组织上缺乏必要的逻辑，前半部分略有些悬疑与惊险，后半部分则回归最常见的俗套大片，在一通必不可少的正邪对战之后，故事就草草收场了。影片叙事也非常松散，线索以及风格上都欠缺起码的统一。尤其是那个虎头蛇尾的结尾，以至于我们还未完全接受影片构建的世界观，它就已经收场了，而且是非常草率的收场。”

### 票房
北美首周末收获3290万美元列榜首；次周末入账1380万居第三位。中国大陆首周6天收入9000万人民币列第三位，次周收2400万列第五位。
据报道，影片可能会让迪士尼损失1.2亿至1.4亿美元，成为继《异星战场》、《独行侠》之后又一部亏损的迪士尼影片。
| 上一届： 《歌喉讚2》 | 2015年美國週末票房冠軍 第21周 | 下一届： 《加州大地震》 |